# Bầu cử lập pháp Pháp 1945
Một cuộc bầu cử lập pháp diễn ra ngày 21 tháng 10 năm 1945 ở Pháp để bầu ra Quốc hội Lập hiến viết ra hiến pháp cho nền đệ tứ Cộng hòa. Toàn bộ 522 ghế được bầu theo thể thức đại diện tỷ lệ. Phụ nữ được bỏ phiếu lần đầu tiên.

## Đảng phái và các vấn đề
Ngày 21 tháng 10 năm 1946, cử tri Pháp bỏ phiếu cho hai vấn đề: bầu cử ra đại biểu và trưng cầu dân ý ủy quyền cho Quốc hội được bầu soạn ra hiến pháp mới. De Gaulle cùng liên minh ba đảng kêu gọi bỏ phiếu "Có", còn phái Cấp tiến và Bảo thủ vận động bỏ phiếu "Không".
Là biểu tượng của kháng chiến Pháp chống Đức cũng như sáng lập Pháp quốc Tự do, tướng Charles de Gaulle lãnh đạo một chính phủ lâm thời gồm ba lực lượng chính của Kháng chiến: Đảng Cộng sản Pháp (PCF), Chi bộ Pháp của Quốc tế Công nhân (SFIO) xã hội chủ nghĩa, Phong trào Cộng hòa Nhân dân (MRP) dân chủ Cơ đốc giáo. Nó ủng hộ chính sách kinh tế của Hội đồng Quốc gia Kháng chiến: thành lập nhà nước phúc lợi, quốc hữu hóa ngân hàng và công ty công nghiệp lớn (như Renault). Đối lập với họ là những đảng phái thống trị chính phủ tiền chiến đệ tam Cộng hòa: Cấp tiến cùng Hữu khuynh cổ điển.

## Kết quả
Không quá bất ngờ, liên minh ba đảng thắng đa số lớn trong Quốc hội. Đảng Cấp tiến, đảng dẫn đầu cách đảng Tả khuynh thời đệ tam Cộng hòa, chịu một kết quả thảm hại, và phái Hữu khuynh cũng bị hủy diệt tương tự (do ủng hộ thống chế Philippe Petain). Họ bị coi là lực lượng của quá khứ, biểu tượng của sự đầu hàng nước Đức và chế độ đã sụp đổ năm 1940. Đảng Cộng sản Pháp, đã tăng gấp đôi số điểm phần trăm so với 1936, đứng đầu với 26% số phiếu và 159 ghế. Trong khi PCF cùng SFIO ủng hộ chế độ nghị viện đơn viện thì MRP lại ủng hộ cơ quan lập pháp lưỡng viện. De Gaulle ủng hộ tổng thống chế. Ông từ chức tháng 1 năm 1946. Đề xuất hiến pháp của PCF và SFIO bị bác bỏ trong cuộc trưng cầu dân ý hiến pháp Pháp tháng 5 năm 1946. Quốc hội này bị giải tán.
|                              |                                   |            |        |     |
| Đảng                         | Đảng                              | Phiếu bầu  | %      | Ghế |
|                              | Đảng Cộng sản Pháp                | 5.005.336  | 26.08  | 148 |
|                              | Phong trào Cộng hòa Nhân dân      | 4.780.338  | 24.91  | 141 |
|                              | Chi bộ Pháp của Quốc tế Công nhân | 4.561.411  | 23.77  | 134 |
|                              | Bảo thủ (AD–DM–ER–PP–PRL)         | 2.545.845  | 13.27  | 62  |
|                              | Cấp tiến (RS–RG–IG–PRRS–RGR)      | 2.131.763  | 11.11  | 35  |
|                              | Khác                              | 165.106    | 0.86   | 2   |
| Tổng cộng                    | Tổng cộng                         | 19.189.799 | 100.00 | 522 |
|                              |                                   |            |        |     |
| Phiếu bầu hợp lệ             | Phiếu bầu hợp lệ                  | 19.189.799 | 97.62  |     |
| Phiếu bầu không hợp lệ/trống | Phiếu bầu không hợp lệ/trống      | 467.804    | 2.38   |     |
| Tổng cộng phiếu bầu          | Tổng cộng phiếu bầu               | 19.657.603 | 100.00 |     |
| Cử tri phiếu bầu đã đăng ký  | Cử tri phiếu bầu đã đăng ký       | 24.622.862 | 79.83  |     |
| Nguồn: Nohlen & Stöver       |                                   |            |        |     |